# کاروی فرنتس
کاروی فرنتس (مجاری: Károly Ferencz; ۱۴ اکتبر ۱۹۱۳ – ۲۱ ژوئن ۱۹۸۴) کشتی‌گیر اهل مجارستان بود.
وی در مسابقات کشوری و بین‌المللی در مجموع برندهٔ ۱ مدال برنز شده‌است.